# Corse (race caprine)
Pour les articles homonymes, voir Corse (homonymie).
La corse est une race caprine venant de l'île dont elle porte le nom. La Corse a la particularité de posséder ses races bovine, caprine, ovine et porcine. Cette chèvre est une race autochtone élevée en isolement des autres races. Traditionnellement, elle est élevée pour sa viande  Elle peut présenter toutes les couleurs du blanc au marron, brun et noir, souvent en mélange de couleurs et ses poils sont longs. La chèvre corse est un animal laitier, qui se caractérise par sa rusticité, ses facultés d'adaptation à l'environnement corse et son aptitude à valoriser les terrains difficiles. Le 10 juin 2003, la race caprine corse a été reconnue par la Commission nationale d'amélioration génétique (CNAG).

## Histoire
L'origine de la chèvre corse n'est pas très bien connue. On pense qu'elle a été introduite sur l'île par les premiers colons de l'île, et qu'elle appartient au rameau des races caprines du pourtour de la Méditerranée. En tout cas, sa présence sur l'île est attestée depuis plusieurs millénaires, des ossements datant du VIe millénaire av. J.-C. ayant été retrouvés.
Ce dernier siècle le cheptel caprin de l'île a connu une très forte régression, diminuant de 87 % entre 1852 et 1988, soit une perte de 2 000 chèvres par an. Cette chute des effectifs a vraisemblablement été particulièrement marquée entre 1954 et 1965, avec une baisse du cheptel de 110 000 têtes. Ainsi, on ne trouve plus aujourd'hui sur l'île que 25 000 à 30 000 chèvres.

## Description

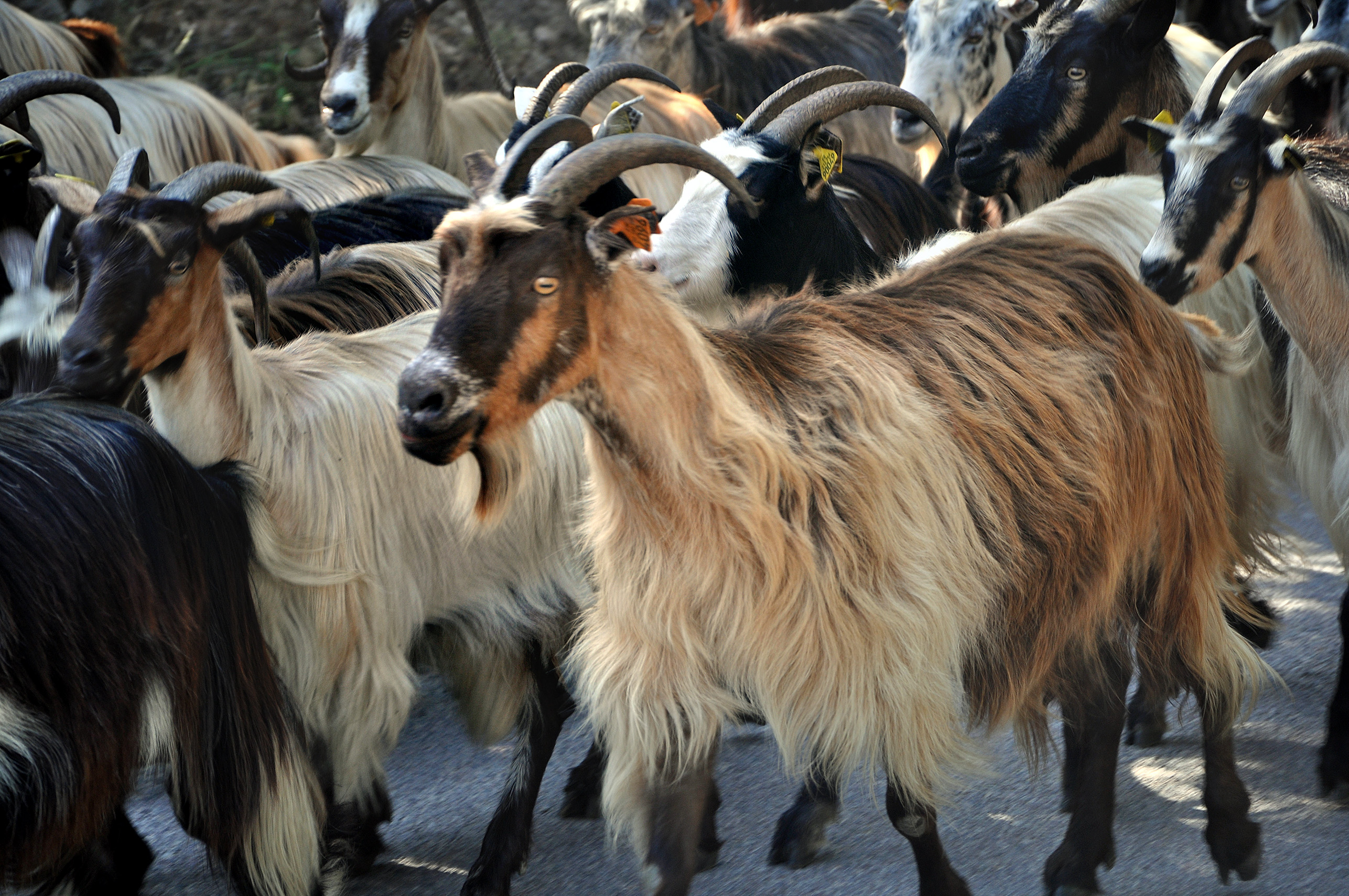
Troupeau de chèvres corses.

Le phénotype de la race n'est pas très bien standardisé, et on rencontre donc une grande diversité de couleurs (roux, fauve, gris ou noir). Sa robe est constituée de poils longs ou mi-longs, uniformes, bariolés ou panachés. Sa tête est fine, généralement cornue, avec des cornes parallèles et recourbées, bien qu'il existe des individus mottes. Elle porte de petites oreilles, et certains animaux ont des pampilles. La mamelle a une enveloppe rigide et prend une forme différente d'un animal à l'autre. Elle est donc mieux adaptée à une traite manuelle qu'à une traite mécanique.
C'est une chèvre de petite taille, la femelle pèse entre 35 et 45 kg et le mâle entre 45 et 65 kg.

## Aptitudes
Cabris et fromages sont historiquement rattachés à l'histoire de l'île, à des pratiques et des savoir-faire. Ce sont des produits fortement identitaires. Ils sont très recherchés pour leur qualité et leur typicité. 

### Production laitière
Depuis plus de 5 000 ans la chèvre corse donne son lait, un lait de qualité avec un taux moyen de matière grasse de 48 g/L et un taux moyen de matière protéique de 32 g/L. La qualité de ce lait résulte de facteurs génétiques mais également du mode d'alimentation sur parcours (et des caractéristiques particulières de la végétation du maquis corse). La production de lait en Corse, avec des animaux de race corse, donne un caractère unique aux fromages corses. C'est ce qui a permis l'obtention d'une AOC pour le fromage brocciu, un fromage de chèvre à base de lactosérum.

### Production de viande
Le cabri corse est nourri exclusivement sous la mère pendant quatre à six semaines. Cette viande a des caractéristiques qui résultent des conditions particulières d'alimentation et d'élevage. Plat traditionnel de Noël, le cabri possède une finesse et une saveur incomparables. Certaines années, selon la production, il peut être consommé jusqu'à Pâques. Une démarche de certification IGP est en cours et a été initiée par le groupement régional des éleveurs caprins Capra Corsa.

### Rusticité
Un autre de ses atouts est sa capacité à valoriser les parcours particulièrement pauvres de son île, qu'elle sillonne la majeure partie de l'année grâce à ses membres robustes. Par ailleurs son poil assez long la protège des buissons. Son adaptation aux variations importantes de climat et sa capacité à valoriser les parcours constituent ses principaux atouts. Sa robe à poils long la protège des épineux. 

## Élevage
L'élevage de la chèvre corse est un élevage extensif, basé sur la valorisation des ressources naturelles dans les parcours. Contrairement aux races continentales qui se sont sédentarisées, les corses ont conservé leurs systèmes basés sur la transhumance, et cherchant à valoriser au maximum les ressources naturelles de l'île, l'importation d'aliments extérieurs étant onéreuse. Ainsi, chaque éleveur fait parcourir tous les jours entre 7 et 10 km dans le maquis corse, chaque élevage ayant environ 300 à 500 ha à sa disposition, sans que les limites de ces secteurs soient toujours clairement définies. Les chèvres ingèrent en moyenne 2,5 kg de matière sèche par jour au cours de ce trajet. Les systèmes d'élevage les plus courants s'appuient sur des mises bas en automne. Les chevreaux sont ensuite élevés sous la mère pour être commercialisés à Noël. Le « cabri de Noël » constitue un produit traditionnel et festif en Corse. La très grande majorité des éleveurs (90 %), sont transformateurs et produisent leurs propres fromages, dont l'AOC brocciu.

## Sélection
Un centre de sauvegarde et de sélection de la chèvre corse vient d'être créé par le syndicat Capra Corsa. Le schéma de sélection de la race est géré par Capgènes, et est particulièrement orienté vers l'amélioration de la matière protéique.

## Diffusion
La chèvre corse est principalement basée en Corse, où elle représente 98 % des effectifs caprins. On trouve également quelques animaux dans le Roussillon mais cela reste assez anecdotique. En Corse, certaines vallées étaient par le passé réputées pour la présence de chèvres en grand nombre comme Caccia et Niolo. Ce n'est plus le cas aujourd'hui, les chèvres sont réparties de manière à peu près homogène sur l'île, même si certaines zones conservent une activité caprine légèrement plus importante comme Corte, ou certaines zones pastorales comme Cap Corse et Balagne, et que 74 % du cheptel se trouve en Haute-Corse.